# Westerkerk (Aalten)
De Westerkerk is een gereformeerde kerk in de Nederlandse plaats Aalten. De kerk stond ook wel bekend onder de naam Kerk B, waar de Oosterkerk Kerk A werd genoemd. De kerk is in 1891 gebouwd, enkele jaren na de doleantie in 1886. De architect, H. van der Brand, maakte van de kerk een schuurkerk. Later is aan de straatzijde een portaal toegevoegd, wegens ruimtegebrek.
De kerk kent in de voorgevel diverse rondboogvensters en bovenop wordt het gebouw bekroond met een kleine torenspits. De bouwstijl is neoclassicistisch.
De kerk is aangewezen als gemeentelijk monument. Tegenwoordig wordt de kerk gebruikt door de Euregio Christengemeente Aalten-Bocholt.